# Сен-Сеньков, Андрей Валерьевич
Андре́й Вале́рьевич Сен-Сенько́в (настоящая фамилия Сенько́в; род. 1968, Душанбе) — русский поэт, прозаик, переводчик. Лауреат Премии Андрея Белого (2018, за книгу избранного «Стихотворения, красивые в профиль»).

## Биография
Родился в 1968 году в Душанбе. Окончил Ярославский медицинский институт. Ввиду невозможности вернуться в Таджикистан из-за происходившей там гражданской войны поселился в Борисоглебске, работал врачом — педиатром и иглотерапевтом. С 2001 года жил в Москве, с 2022 года живёт в Алма-Ате.
Стихи, короткая поэтическая проза, визуальная поэзия публиковались в антологиях «Нестоличная литература» и «Девять измерений», журналах «Арион», «Наш», «©оюз Писателей», альманахах «Вавилон» и др. Автор десяти стихотворных книг, сборника детских сказок, поэтических переводов. Вышла также книга стихов в переводе на английский язык.

## Творчество
Стихи Сен-Сенькова — верлибрические миниатюры, как правило, объединённые в небольшие стихотворные циклы; в центре каждой миниатюры, как правило, сложная метафорическая конструкция, а в циклах Сен-Сенькова обычно происходит нанизывание метафорических характеристик одного и того же предмета, который таким образом предстаёт в разных, неожиданных ракурсах. Короткая проза Сен-Сенькова прямо вырастает из его поэзии, представляя мир как мозаику фрагментов (будь то вымышленные музыкальные инструменты в тексте «Две-три буквы, которые я знаю о музыке» или органы человеческого тела в тексте «Дождь запятых в анатомическом театре»), каждый из которых чреват сколь угодно многоплановым метафорическим, символическим содержанием, — в этом смысле проза Сен-Сенькова близка к магическому реализму.
Особый интерес представляет визуальная поэзия Сен-Сенькова, значительно отстоящая от творчества большинства русских авторов, работающих в этом виде искусства, которые следуют в основном традиции русского футуризма, прежде всего Алексею Кручёных и Алексею Чичерину. Типичное визуальное стихотворение Сен-Сенькова включает, как и типичный цикл его миниатюр, обширное название (обычно — развёрнутую метафору) и эпиграф, обязательность которого отражает важную для Сен-Сенькова идею параллельности пространства реальности и пространства культуры (собственный текст мыслится им как описывающий пространство реальности, а эпиграф — как ниточка, скрепляющая его со «второй реальностью» — пространством уже существующих текстов и описаний). При этом визуальный элемент в поэзии Сен-Сенькова минималистичен: например, вытянутый по вертикали чёрный прямоугольник; этот текст озаглавлен: «Закрытое окно: полуоткрытое окно в комнату, где на стене висит картина, изображающая зебру, как раз напротив чёрной полоски»; эпиграф взят из Шарля Бодлера: «Глядя с улицы сквозь открытое окно, никогда не увидишь столько интересного, сколько таится в закрытом». Точечный укол визуального образа активизирует длинную цепочку импульсов, расходящихся как в пространство культурных ассоциаций, так и в пространство индивидуально-психологического опыта.

## Труды
- Деревце на склоне слезы: Стихи, визуальная поэзия. — М.: АРГО-РИСК, 1995. — 48 с.
- Живопись молозивом: Стихи, визуальная поэзия. — М.: АРГО-РИСК, 1996. — 32 с.
- Тайная жизнь игрушечного пианино: Поэма. — М.: АРГО-РИСК, 1997. — 24 с.
- Танец с женщиной, которая немного выше: Стихи, проза, визуальная поэзия. — М.: АРГО-РИСК; Тверь: Колонна, 2001. — 84 с.
- Дырочки сопротивляются: Стихи, визуальная поэзия. — М.: АРГО-РИСК; Тверь: Колонна, 2006. — 112 с.
- Заострённый баскетбольный мяч: Стихи, визуальная поэзия. — Челябинск: Центр интеллектуальных услуг «Энциклопедия», 2006. — 208 с.
- Слэш: Сборник (совместно с А. Цветковым-младшим). — М.: АРГО-РИСК; Книжное обозрение, 2008. — 108 с.
- Бог, страдающий астрофилией: Стихи, визуальная поэзия. — М.: Новое литературное обозрение, 2010. — 160 с.
- Кошка по имени Мышка. — М.: ИД Переход, 2012. — 48 с.
- Коленно-локтевой букет. — М.: Книжное обозрение (АРГО-РИСК), 2012. — 128 с. — (Воздух: Малая проза).
- Воздушно-капельный теннис. — Нижний Новгород, 2015. — 102 с. — (Поэтическая серия фестиваля «Стрелка»).
- Стихотворения, красивые в профиль. Избранное / Предисл. А. Долина; послесл. Е. Павлова. — М.: Новое литературное обозрение, 2018. — 192 с.